# Talasea
Talasea o Talassia es un pueblo en la Península de Willaumez, en Nueva Bretaña del Oeste, Papúa Nueva Guinea. Durante la Segunda Guerra Mundial, fue ocupada por fuerzas japonesas. Durante 1944, el 1er y el 54.ª Batallón de Infantería japoneses bajo el mando del Capitán Kiyomatsu Terunuma defendieron Talasea ante la Armada de los Estados Unidos y australiana en la batalla del mismo nombre. Los japoneses, derrotados, se retiraron hacia Rabaul. Se estableció una gobernación territorial, unos barracones y un hospital de mando aliado.